# Vlag van Bahia

Vlag van Bahia

De vlag van Bahia bestaat uit vier even hoge horizontale banen in de kleurencombinatie (vanaf boven) wit-rood-wit-rood. De vlag heeft een blauw kanton, waarin een witte driehoek staat. De vlag is op 26 mei 1889 in gebruik genomen.
De bedenkers van de vlag hebben zich, aan het einde van de achttiende eeuw, laten inspireren door de vlag van de Verenigde Staten; de kleuren rood, wit en blauw werden door hen als kleuren van de vrijheid gezien. De elite van Bahia zag de Amerikaanse onafhankelijkheidsverklaring (1776) namelijk als een voorbeeld: men wilde vrijheid van de Portugezen.

## Voormalige vlaggen

Vlag van 1798
Vlag van de Federação do Guanais.
Vlag van de republiek Bahia
Vlag van de Provincie Bahia (voor 1889).
Alternatieve vlag gebruikt tussen 1889 en 1930